# ITA National Intercollegiate Indoor Championships 2002
Bei den Omni Hotels National Intercollegiate Indoor Championships wurden 2002 die Hallenmeister im US-amerikanischen College Tennis ermittelt. Gespielt wurde vom 7. bis zum 10. November im Brookhaven Country Club in Farmers Branch, Texas in der Nähe von Dallas.

## Herreneinzel

### Setzliste
| Nr. | Spieler         | Erreichte Runde |
| --- | --------------- | --------------- |
| 01. | Daniel Klemetz  | 1. Runde        |
| 02. | Jesse Witten    | Viertelfinale   |
| 03. | Amer Delić      | Finale          |
| 04. | Benedikt Dorsch | Sieg            |

| Nr. | Spieler           | Erreichte Runde |
| --- | ----------------- | --------------- |
| 05. | Aleksandar Vlaski | Viertelfinale   |
| 06. | David Martin      | Achtelfinale    |
| 07. | Rameez Junaid     | 1. Runde        |
| 08. | Oliver Maiberger  | 1. Runde        |

## Herrendoppel
| Nr. | Paarung                       | Erreichte Runde |
| --- | ----------------------------- | --------------- |
| 01. | Michael Calkins Amer Delić    | 1. Runde        |
| 02. | Scott Lipsky David Martin     | Halbfinale      |
| 03. | Oliver Maiberger Ryan Redondo | Halbfinale      |
| 04. | Richard Barker William Barker | Sieg            |

## Dameneinzel
| Nr. | Spieler            | Erreichte Runde |
| --- | ------------------ | --------------- |
| 01. | Kelly McCain       | Halbfinale      |
| 02. | Vilmarie Castellvi | 1. Runde        |
| 03. | Agata Cioroch      | Sieg            |
| 04. | Jewel Peterson     | Finale          |

| Nr. | Spieler       | Erreichte Runde |
| --- | ------------- | --------------- |
| 05. | Nataly Cahana | 1. Runde        |
| 06. | Sara Walker   | Achtelfinale    |
| 07. | Lindsay Dawaf | Viertelfinale   |
| 08. | Julie Coin    | Achtelfinale    |

## Damendoppel
| Nr. | Paarung                               | Erreichte Runde |
| --- | ------------------------------------- | --------------- |
| 01. | Tiffany Brymer Jewel Peterson         | Rückzug         |
| 02. | Linda Faltynkova Katarzyna Kolodynska | 1. Runde        |
| 03. | Lauren Barnikow Erin Burdette         | 1. Runde        |
| 04. | Alexis Gordon Julia Scaringe          | Viertelfinale   |